# Place Simone-Veil
Pour les articles homonymes, voir Place Thiers.
La place Simone-Veil (anciennement place Thiers, plus anciennement place de la Gare) est une place du centre-ville de la ville de Nancy, dans le département de Meurthe-et-Moselle (54), en région Grand Est.

## Situation et accès
La place Simone-Veil est entourée de la gare de Nancy-Ville, de la tour Thiers et de la brasserie Excelsior, bâtiment de style Art nouveau, à l'angle de la rue Mazagran, ainsi que l'une des façades des Magasins réunis d'Antoine Corbin, l'un des premiers bâtiments en béton de Nancy.

## Origine du nom
La place honore la femme d'État française Simone Veil (1927-2017).

## Historique

### Création
La place a été créée en 1859 sur l'ancienne cuvette de Saint-Jean. Elle s'est d'abord appelée « place de la Gare », puis en 1877 (année de la mort d'Adolphe Thiers), elle est rebaptisée « place Thiers », en reconnaissance de la libération en 1873 des territoires occupés par les troupes allemandes après la guerre franco-allemande de 1870 (l'Alsace et l'actuel département de la Moselle, comprenant une partie du département de la Meurthe dont Nancy était la préfecture, étant quant à eux annexés). Thiers avait en effet obtenu dans ses négociations avec Bismarck que Nancy restât française.
En 1879 une statue de Thiers, « libérateur du territoire », y est érigée, œuvre du sculpteur Ernest Guilbert, et de l'architecte Jean Bréasson,.

### Transformations des années 1900
La place voit se construire plusieurs immeubles dont certains Art nouveau qui l'embellissent : hôtels Thiers, Excelsior, Continental, les Magasins réunis.
Le rêve est de faire de « la place Thiers et ses environs jusqu'à la place Saint-Jean et la Bourse du Commerce [...] le quartier des hôtels, des cafés, des restaurants et du grand commerce nancéien ».
Mais, en 1912, « la place Thiers est devenue trop petite, étant donnée l'intense circulation quotidienne. Chevaux, voitures, autos, vélos, lourds camions, trois ou quatre lignes de tramway sillonnent perpétuellement cette place centrale de Nancy, parmi les flots de piétons et de voyageurs déversés par chaque train d'arrivée ».
Déjà en 1905, des voix demandent le déboulonnage de la statue de Thiers, tandis que d'autres demandent la suppression des grilles inutiles qui enferment la gare,,.

### Réaménagement des années 1970
Son réaménagement à partir de 1970 a vu le démontage de la statue le 13 mai 1975, entreposée au centre technique municipal par la ville de Nancy, ainsi que la construction de la tour Thiers. Une copie de cette statue ornait jadis le cours Bertagna à Bône (Annaba) en Algérie, et se trouve actuellement à Saint-Savin. Le sous-sol de la place est devenu un parking souterrain.

### Requalification des années  2010
Au cours de l'année 2013, dans le cadre du projet « Nancy Grand Cœur », la place entre dans une nouvelle phase de restructuration, conduite par l'architecte Jean-Marie Duthilleul, offrant un accès souterrain direct entre le parking et la gare.
Depuis le 1er juillet 2018, en hommage à Simone Veil, décédée le 30 juin 2017, à la suite de sa réouverture en 2015, elle est baptisée « Place Simone-Veil ».
La « place Simone-Veil » est inaugurée, le 17 juillet 2018 en présence de Jean Veil, fils aîné de Simone Veil.

La plaque porte l'inscription : « Place Simone Veil Académicienne, femme d’État, premier président du Parlement Européen élu au suffrage universel ».

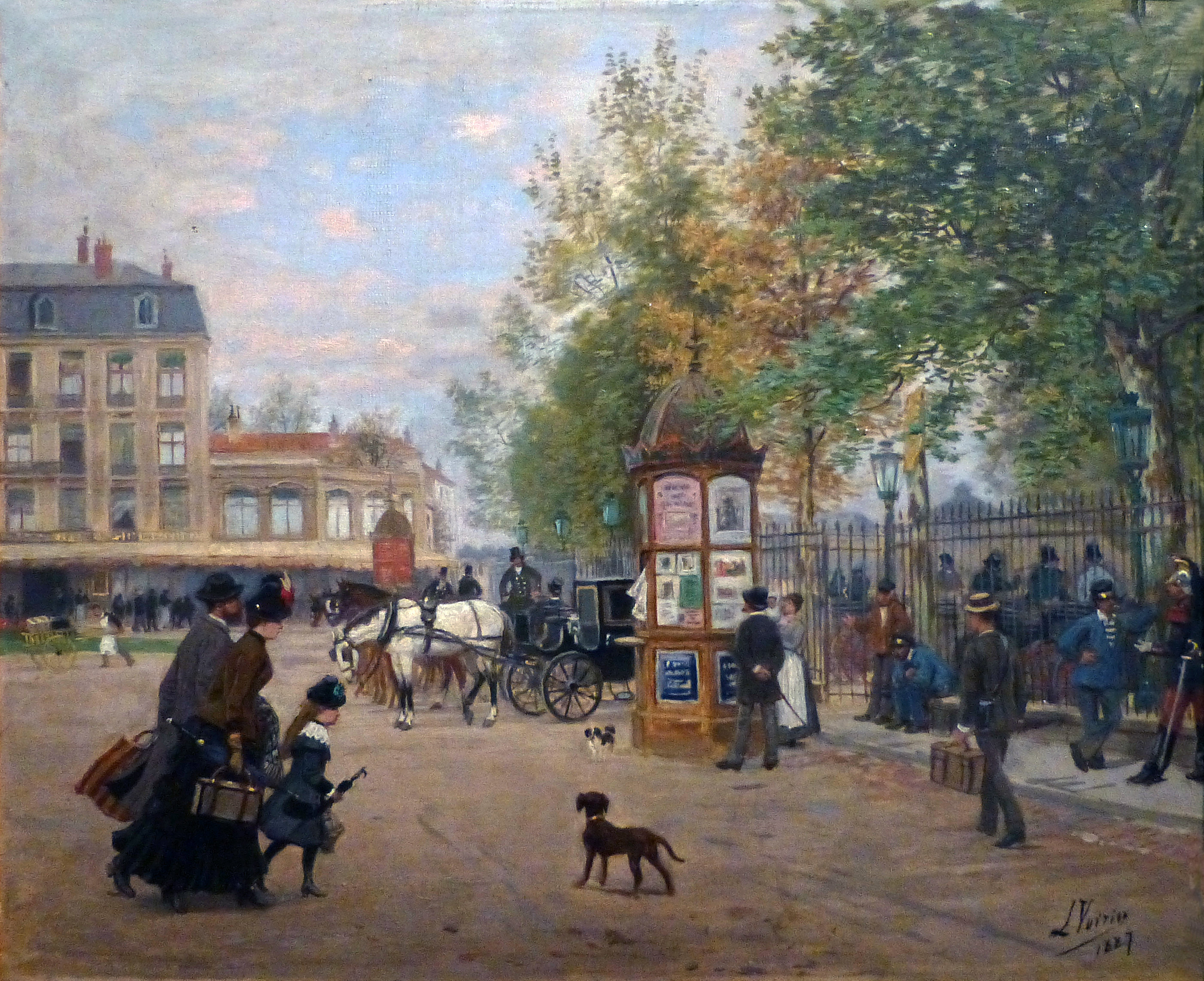
Léon Voirin, La Place Thiers en 1887, tableau conservé au musée Lorrain
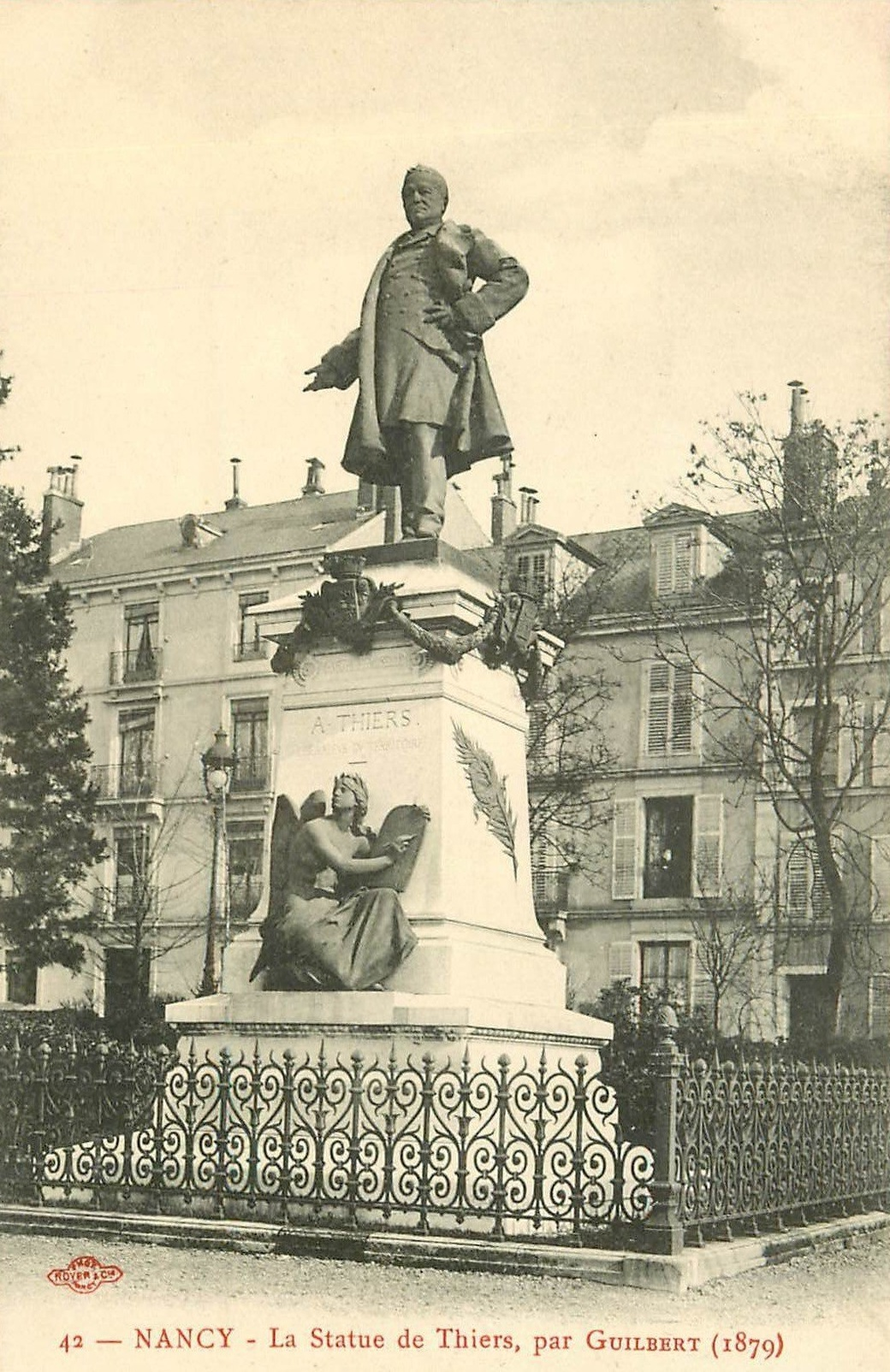
Statue de Thiers, début du 20e siècle
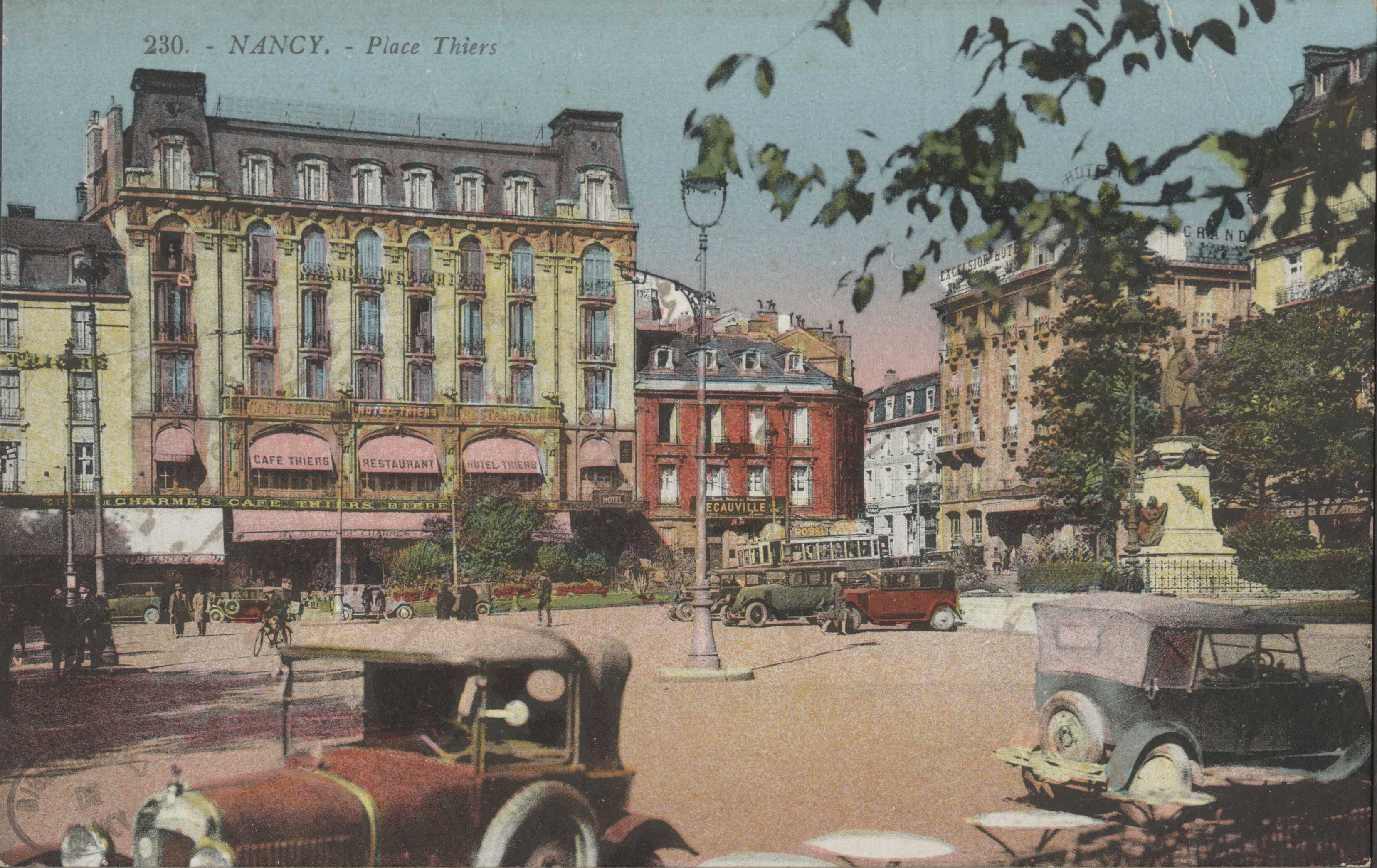
Place Thiers en 1930, carte postale
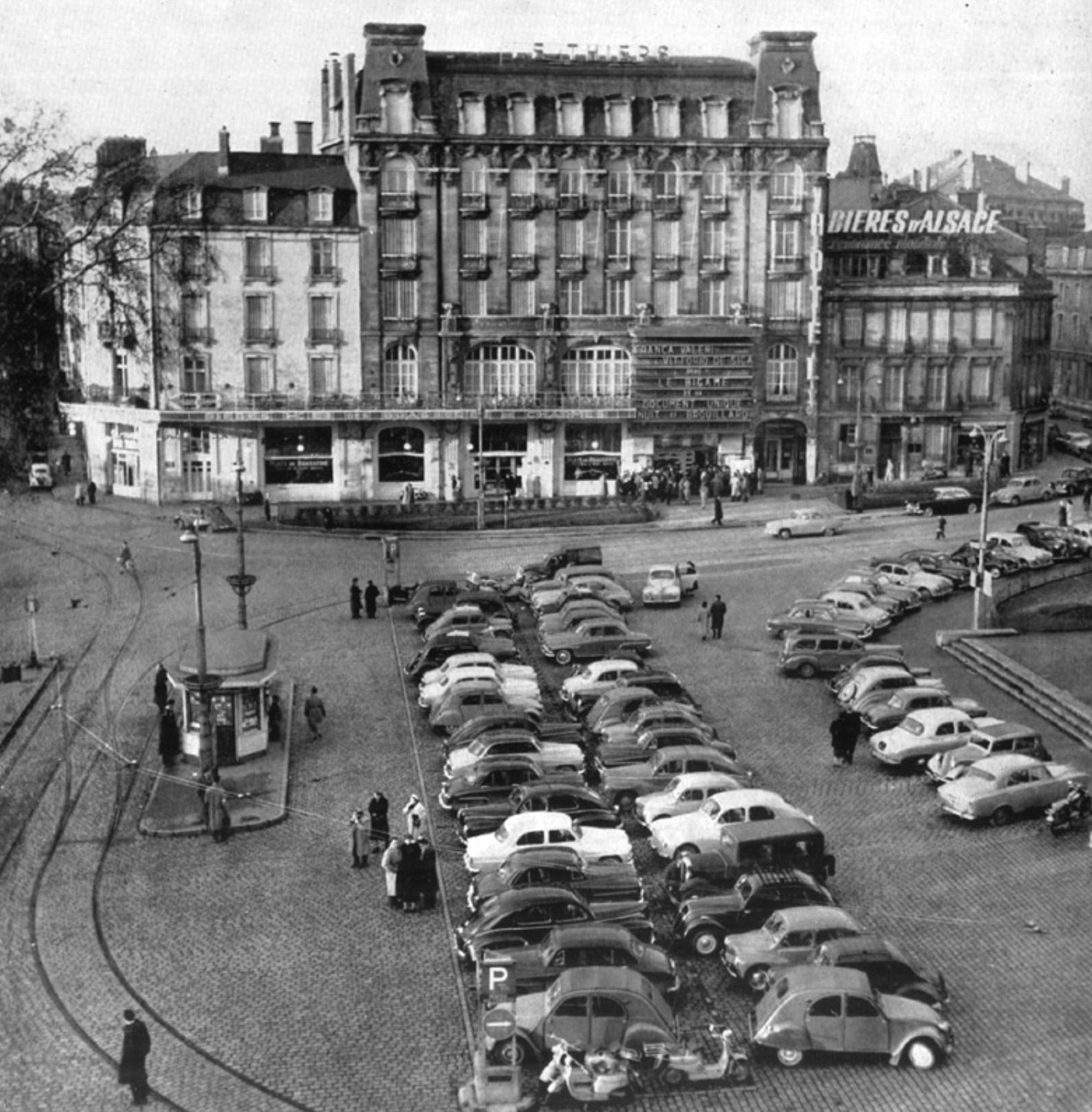
La place en 1960

## Bâtiments remarquables et lieux de mémoire
- Brasserie Excelsior